# Jan Krasoń

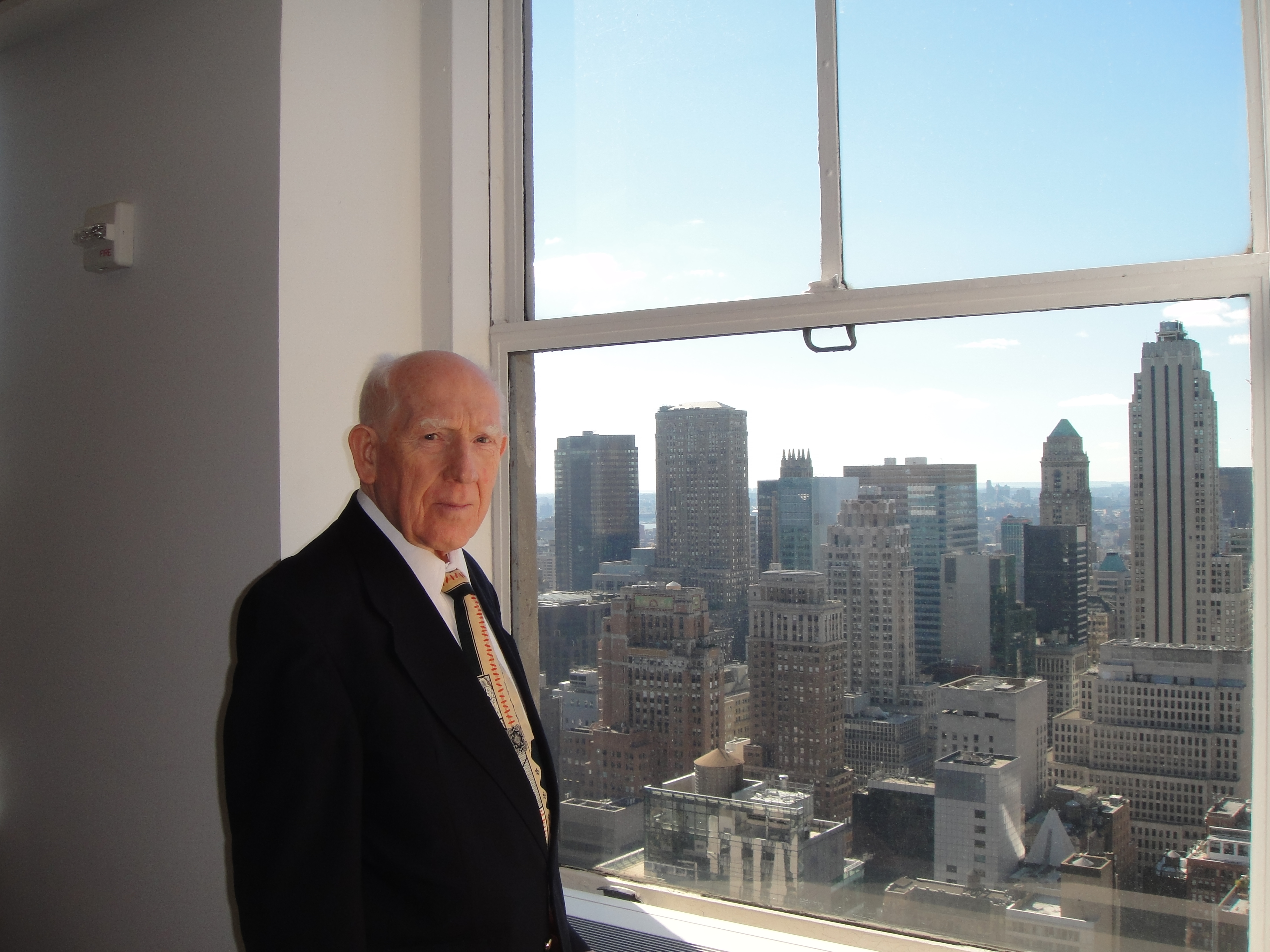
Dr Jan Krasoń w biurze Geoexplorers – 45 Rockefeller Plaza, NYC, 2012.10.18

Jan Krasoń (ur. 22 listopada 1933 w m. Reducz, zm. 21 stycznia 2015 w Denver, Kolorado) – polsko-amerykański geolog.
Był jednocześnie założycielem i prezesem Geoexplorers International, Inc. Znany przede wszystkim za swoją działalnością związaną z “rewolucją gazu łupkowego” w Polsce. Wraz ze swoim partnerem Ryszardem A. Korolem, był współtwórcą technologii „6M-EX” do odzysku metali szlachetnych z czarnych łupków oraz z odpadów flotacyjnych. Pracował i wykładał w ponad 60 krajach. Był autorem lub współautorem ponad 140 publikacji naukowych oraz autorem ok. 300 niepublikowanych zastrzeżonych raportów.

## Życiorys
Jan Krasoń urodził się 22 listopada 1933 r. w miejscowości zwanej Reducz pod Piotrkowem Trybunalskim w rodzinie rolników i był najstarszym z siódemki rodzeństwa. Jego rodzina kultywowała tradycje patriotyczne. Jego dzieciństwo przypadło na lata wojny i okupacji. On sam był zdecydowanym przeciwnikiem komunizmu oraz praktykującym katolikiem.
W 1945 roku cała rodzina przeniosła się do Żmigrodu na Dolnym Śląsku, gdzie Jan Krasoń chodził do szkoły podstawowej. Aby móc się uczyć podejmował się różnych prac. Jedną z nich była praca w Urzędzie Miasta i Gminy oraz w lokalnej drukarni.
Jako 14-latek wyjechał do Wrocławia w celu kontynuowania nauki w liceum, a następnie na studiach. Tutaj zapisał się do harcerstwa, które wysoko cenił. Rozpoczął studia geologiczne na Uniwersytecie Wrocławskim. Już będąc studentem, został asystentem u prof. Ryziewicza w Katedrze Paleozoologii. Potem przeniósł się do Katedry Stratygrafii, gdzie pracował pod okiem prof. Józefa Zwierzyckiego. Okres ten ukształtował jego dalszą karierę. Na tej samej uczelni zdobył magistrat i obronił doktorat z rozszerzenia cyklotemów Richtera Bernburga do osadów cechsztynu dolnośląskiego.
Od początku października 1953 roku, przez następne 15 lat pracował w Instytucie Nauk Geologicznych Uniwersytetu Wrocławskiego. Dzięki poleceniom prof. Zwierzyckiego, mógł wyjechać na roczne stypendium do Kairu. Wraz z pracownikami Uniwersytetu Kairskiego brał udział w różnego rodzaju pracach eksploracyjnych w różnych regionach egipskiej pustyni.
W latach 1966–1969 przebywał wraz z rodziną (żoną i trójką dzieci) w Królewskiej Libii. Pracował tam jako specjalny doradca geologiczny rządu libijskiego. W trakcie swojego pobytu w Libii przyczynił się do odkrycia największego złoża chlorku sodu i soli potasowej na terenie Afryki. Odkrycie było podstawą do zbudowania przemysłu chemicznego przy inwestycji miliarda dolarów. Służył też jako doradca rządowy w sprawie złóż i zaopatrzenia w wodę. Z kraju musiał jednak wyjechać wraz z rodziną z powodu wybuchu wojny.

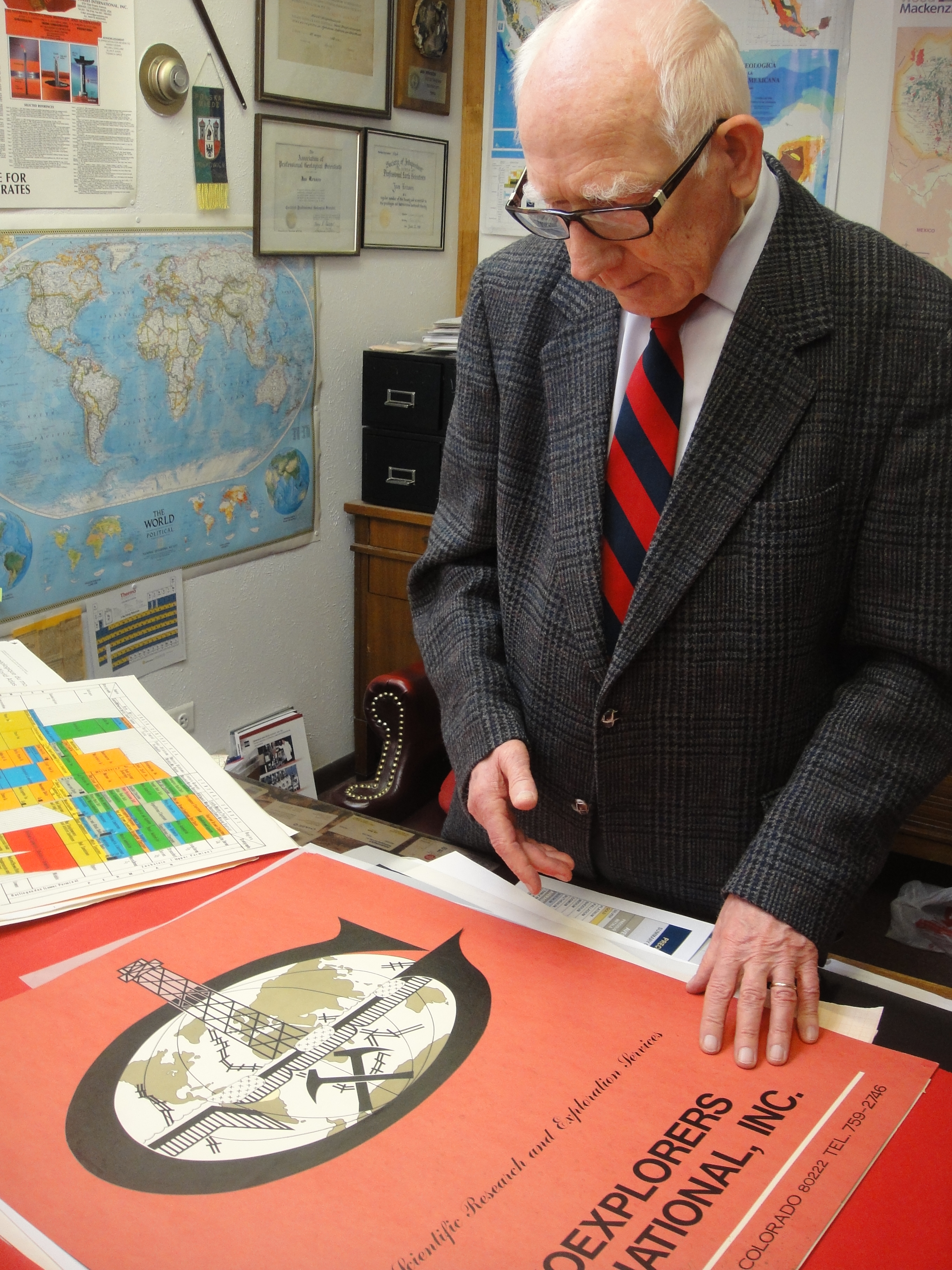
Dr Jan Krasoń przedstawiający pierwotny projekt loga firmy Geoexplorers International, Inc

Jan Krasoń wraz z rodziną przeniósł się do USA, gdzie zamieszkał w Denver w stanie Kolorado. Do samej Polski nie mógł wrócić – przez ponad 20 lat był uznawany przez polskie władze za „persona non grata”. W USA Jan Krasoń pracował dla Texasgulf Inc. i Asarco Inc. przy poszukiwaniu złóż metali, a w okresie stycznia 1973 do sierpnia 1974 r. dla Wydziału Zasobów Wodnych Stanu Kolorado. W końcu w 1974 roku założył własną firmę – Geoexplorers International, Inc. Niedługo po tym otrzymał amerykańskie obywatelstwo.
Na początku lat 80 banki amerykańskie zdobyły dla niego zaproszenie do Związku Radzieckiego, wystawione przez Radziecką Akademię Nauk. Swój pobyt w Rosji spędził na zwiedzaniu dużej części kraju, podczas którego zbierał dane mające wpływ na opłacalność wydobycia różnych surowców, szczególnie metali szlachetnych i strategicznych. Krasoń doradzał też Rosjanom w sprawie odzyskania złota i metali z grupy platyny (PGM) z hałd powydobywczych.
Nawet gdy w marcu 1981 roku ojciec Jana Krasonia zachorował, nie udzielono mu zezwolenia na przyjazd do kraju. Jan nie mógł również dostać się do Polski na pogrzeb ojca. Do ostatniego spotkania z obojgiem rodziców doszło wiele lat wcześniej w Rzymie. Do kraju Janowi udało się przejechać dopiero w latach 90.
Na osobną wzmiankę zasługuje działalność dr Jana Krasonia w Polsce, która przyczyniła się do wywołania rewolucji łupkowej w tym kraju. Jana Krasonia bardzo interesowała zapowiadana rewolucja energetyczna związana z gazem łupkowym oraz hydratami gazowymi zwanymi też metano-hydratami. Strefa hydratów gazowych została zlokalizowana przez Japończyków w Przekopie Nankai, w strefie trzęsień ziemi. Po dokładnej analizie dr Jan Krasoń ocenił, że metan z hydratów gazowych może wystarczyć na pokrycie potrzeb energetycznych świata na okres 3 tysięcy lat. To miała być rewolucja, która zdetronizowałaby obecnych właścicieli złóż węglowych.
Razem z profesorem Mariuszem-Orionem Jędryskiem zwrócił uwagę amerykańskich firm naftowych poszukiwaniem gazu łupkowego w Polsce. Dr Jan Krasoń całe przedsięwzięcie poprzedził gruntowym badaniem perspektyw zasobów tego gazu w paleozoicznych osadach kraju. Efektem było wydanie ponad 100 koncesji poszukiwawczych i przygotowanie projektów wierceń. Jednak poprzez wprowadzenie przez decydentów ograniczających ustaleń prawnych, poszukiwania zostały utrudnione, a sami inwestorzy wycofali się z Polski.
Już w 2006 roku został opracowany raport na temat wydobycia gazu z łupków w Polsce. Dr Jan Krasoń, zamiast pokazać go wielkim koncernom, poszedł z nim do Polskiego Resortu Środowiska. Na tamten czas ani w Ministerstwie, ani w Państwowym Instytucie Geologicznym nie posiadano żadnej wiedzy na ten temat. Z tego względu odkrycie Dr. Jana Krasonia miało tak wielkie znaczenie. W Polsce o gazie łupkowym zaczęto mówić dopiero w 2008 roku, rok później nastąpiło już “łupkowa rewolucja”.
Jan Krasoń prowadził długą i ciężką walkę z rakiem płuc. Nie zgadzając się na chemioterapię, przez 7 lat stosował drastyczną dietę, która miała mu pomóc w walce z chorobą. Pomimo wszystkich trudności nie zrezygnował z dalszej pracy zawodowej. Zmarł 21 stycznia w Denver, Kolorado. Został pochowany w Polsce, w Żmigrodzie.

## Działalność zawodowa
Działalność zawodowa Jana Krasonia sięgała wielu zakątków świata: Polska, USA, Rosja, Ameryka, Meksyk, Afryka itd. On sam posługiwał się językami: polskim, angielskim, rosyjskim. Znał też język francuski, hiszpański i arabski.
Dr Jan Krasoń przede wszystkim zajmował się konsultacjami i projektami górniczymi. Nawiązał współpracę z około 50 klientami, którzy przeważnie należeli do kompanii naftowych, górniczych, banków, agencji rządowych i różnych międzynarodowych instytucji jak np. Organizacji Narodów Zjednoczonych (ONZ) – Program Narodów Zjednoczonych ds. Rozwoju (UNDP), Departament Spraw Wewnętrznych USA – Amerykańskie Biuro Zarządzania Gruntami (BLM), Departament Stanu USA – Amerykańskie Biuro ds. Kopalń.
Krasoń posiadał ponad 50-letnie światowe doświadczenie zawodowe w eksploracji m.in. opłacalnych ekonomicznie złóż metali nieżelaznych i szlachetnych. Dodatkowo miał również szeroki zakres specjalizacji zawodowej i wiedzy eksperckiej, w tym szczególnie złóż osadowych (sediment hosted) – bogatych w materię organiczną złoto, srebro i metale z grupy platyny (PGM) oraz metale nieżelazne. Geolog miał również bogate doświadczenie w charakteryzowaniu zasobów wodnych, określaniu stabilności formacji, ocenie zasobów hydratów gazowych oraz badaniu konwencjonalnych złóż węglowodorów, szczególnie w środowiskach morskich.
Sam Jan Krasoń pracował i wykładał w ponad 60 krajach. Od wczesnych lat 80. zainicjował wielomilionowe projekty przemysłu wydobywczego i naftowego na terenie byłego Związku Radzieckiego, następnie Rosji, Europy Wschodniej i Środkowej.
W październiku 1986 r. Jan Krasoń, jako inicjowany mówca na dorocznej konferencji Newmont Mining Corp. zaprezentował „Muruntau the World’s Largest Gold Mine” w Uzbekistanie oraz zalecał traktować to jako model eksploracyjny. Prezentacja ta, po rozpadzie Związku Radzieckiego, zaowocowało zaangażowaniem firmy Newmont w biznes w Muruntau, a następnie produkcją 500 000 uncji złota (18.9 ton) rocznie.

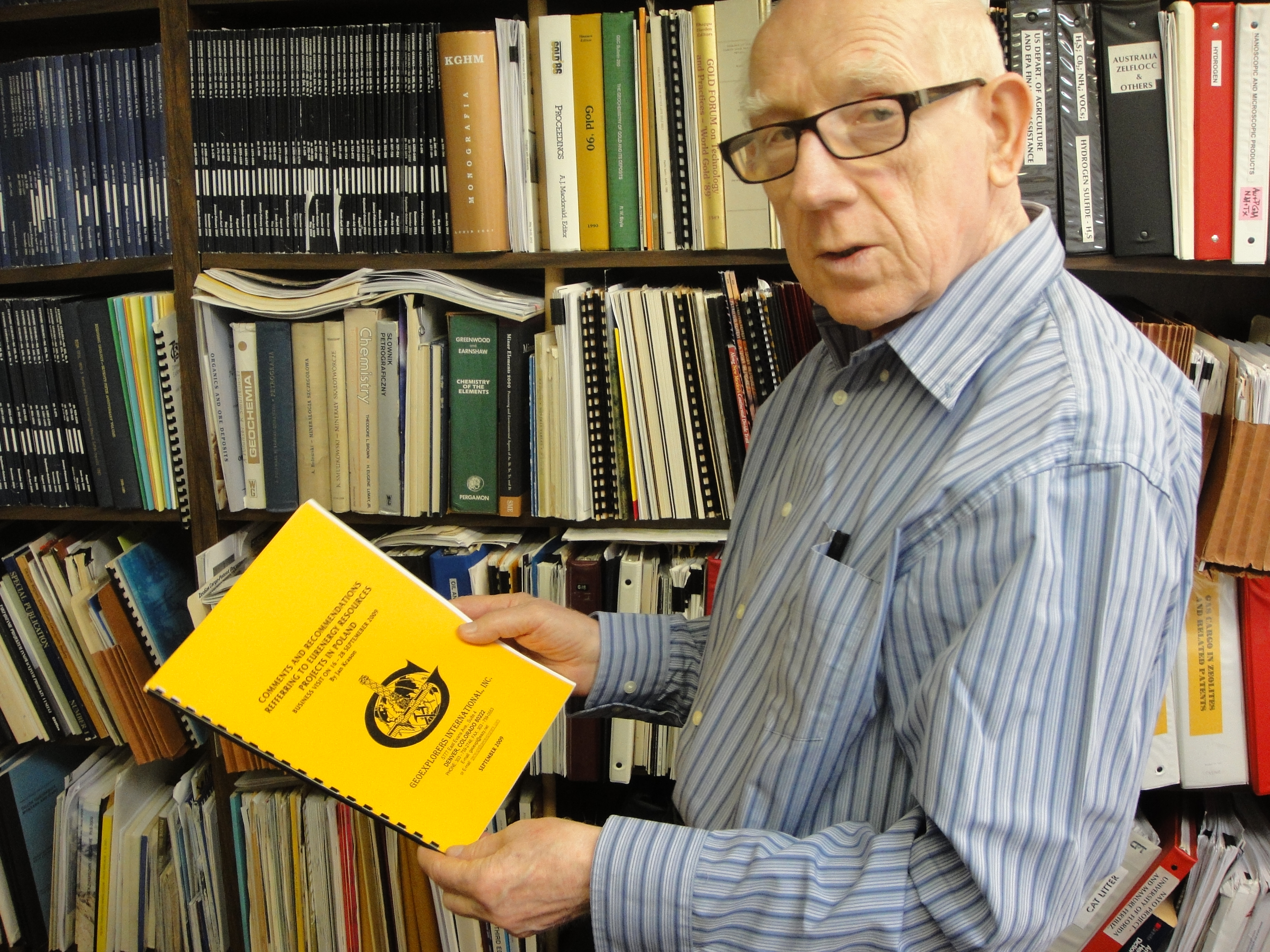
Raport Geoexplorers – Komentarz i rekomendacje dot. projektów zasobów energii w Polsce

Jan Krasoń osobiście oceniał wartość ekonomiczną odpadów flotacyjnych w Norilsku, Rosii (największego producenta niklu i metali grupy platyny (PGM) na świecie) i ich wpływu na środowisko.
Dr Jan Krasoń był również autorem i współautorem ponad 140 publikacji naukowych, w tym map geologicznych, plakatów ściennych, profesjonalnych artykułów, biuletynów, książek, streszczeń i recenzji krytycznych. Był też autorem ok. 300 niepublikowanych i zastrzeżonych raportów.
Pomimo międzynarodowej sławy, Dr Jan Krasoń większość badań poświęcał jednak Ojczyźnie. Skupiał się na badaniu i analizowaniu wyników dotyczących gazu łupkowego. Polskie zasoby stanowią niemal 1/3 europejskich złóż, czyli ok. 5,3 bln m³. Zasoby te ciągną się od Gór Świętokrzyskich w kierunku północno-zachodnim aż pod dno Bałtyku w stronę Szwecji. Występują one również na Dolnym Śląsku. Według dr Krasonia – “ta ilość powinna zaspokoić zapotrzebowanie Polski na najbliższe 300 lat i znacząco zmniejszyć koszty ponoszone przez nas, odbiorców gazu.” Według niego projekt wydobycia gazu łupkowego w Polsce był zupełnie storpedowany przez dziwne układy polskich polityków działających w interesie Rosji i Niemiec.
Działalność dr. Jana Krasonia dla Polski sięgała jeszcze dalej. Swój czas poświęcał również tematowi odzyskiwanie metali szlachetnych (złota, srebra i metali z grupy platyny (PGM)) z odpadów poflotacyjnych z kopalni miedzi. Dr Krasoń pobrał ich próby i z wynikami ich analizy zwrócił się do dyrekcji KGHM z projektem wspólnego odzyskiwania tych drogocennych pierwiastków.

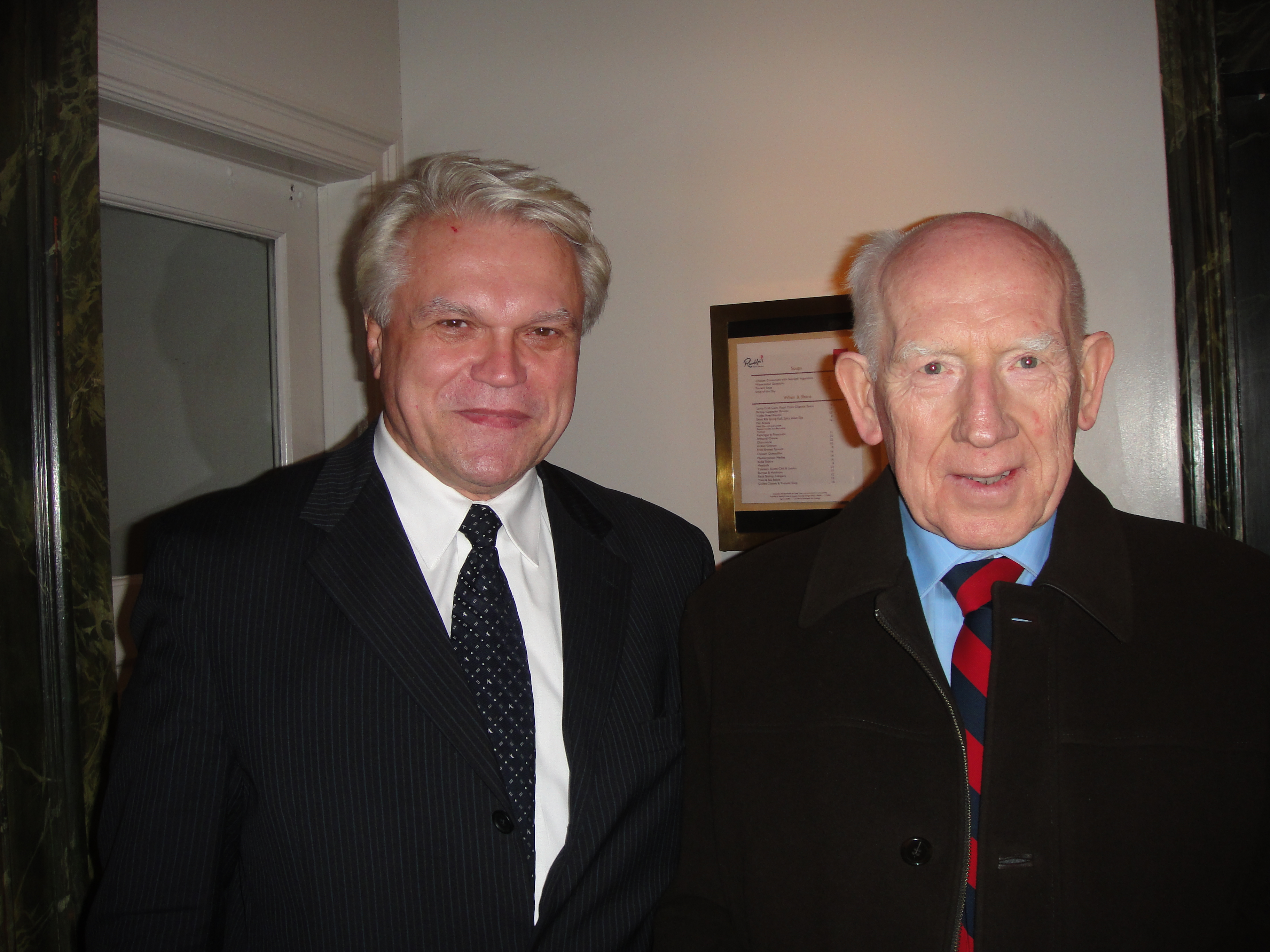
Jan Krason i Ryszard Korol

Opracował również ze swoim partnerem Ryszardem A. Korolem zastrzeżoną technologię („6M-EX”) odzysku tych pierwiastków, co dawało możliwości na miliardowe zyski. Propozycja została jednak odrzucona przed KGHM z niewiadomych przyczyn.

## Droga zawodowa
- Październik 1956 – wrzesień 1967: pracownik naukowy, asystent i adiunkt, ekspert-konsultant; Uniwersytet Wrocławski, Wrocław, Polska (rok spędzony na Uniwersytecie w Kairze)[6].
- Lipiec 1966 do października 1969: Doradca techniczny rządu Libii, Trypolis, Libia[6].
- Styczeń 1970 do marca 1971: Starszy Geolog, Texasgulf, Inc., Dział Eksploracji, Denver, Kolorado[6].
- Styczeń 1973 do sierpnia 1974: Starszy Geolog Zasobów Wodnych, Departament Zasobów Naturalnych, Stan Kolorado, Denver, Kolorado[6].
- Od września 1974 aż do śmierci: prezes i dyrektor generalny Geoexplorers International, Inc.[6]

## Przynależność do stowarzyszeń
- Amerykańskie Stowarzyszenie Geologów Naftowych (AAPG)[10]
- Towarzystwo Geologów Ekonomicznych (SEG)[10]
- Amerykańskie Towarzystwo Geologiczne (GSA)[10]
- Międzynarodowe Stowarzyszenie ds. Genezy Złóż Rud (IAGOD)[10]
- Stowarzyszenie Geologów Poszukiwań Regionalnych w Denver (DREGS)[10]
- Kanadyjskie Stowarzyszenie Poszukiwaczy i Deweloperów (PDAC)[10]
- Stowarzyszenie Inżynierów Górnictwa (MŚP)
- Stowarzyszenie Geologów Gór Skalistych (RMAG)
- Polskie Towarzystwo Geologiczne (PTG)[6]
- Członek Rady Programowej kwartalnika “Konsulting Polski”

## Lista wybranych projektów
- Arizona: Raport ze wstępnego rozpoznania geologicznego złóż miedzi w Górach Roskruge (czerwiec 1970)[11]
- Teksas i Oklahoma: Podsumowanie rozpoznania poszukiwawczego dla złóż miedzi i zalecenia dotyczące odwiertów w północno-środkowym Teksasie i Oklahomie. (październik 1971)[11]
- Libia: Ocena złoża soli – zarządzanie i nadzór nad wszystkimi fazami poszukiwań, w wyniku których odkryto 171 000 000 ton NaCl- chlorku sodu i 31 000 000 ton soli potasowych w solance. (1975)[11]
- Kolorado: Ocena potencjału złóż uranu w Kolorado i Central High Plains. (styczeń 1976)[11]
- Uzbekistan: Geologia gospodarcza Muruntau – największego na świecie złoża złota. Szeroko zakrojone badania i nieopublikowany raport zaowocowały kolejną inwestycją Newmont w wysokości ponad 200 milionów dolarów i produkcją około 500 000 uncji rocznie złota przy kosztach 200 dolarów za uncję. (wrzesień 1984)[11]
- Filipiny: Ekonomika eksploatacji złóż rud chromitu na wyspie Dinagat. (czerwiec 1990)[11]
- Venezuela: Rozwój koncesji na złoto i diamenty w Gujanie i w Wenezueli, Caracas. (czerwiec 1996)[11]

## Odznaczenia
Dr Jan Krasoń był wybitnym geologiem na skalę światową. W związku ze swoją działalnością otrzymał takie wyróżnienia jak:
- Wybitny Naukowiec (1993)
- Medal stowarzyszenia “Wspólnota Polska” (2013)
- Tytuł “Wybitny Polak” (2013)[12]
- Krzyż Oficerski Zasługi Rzeczypospolitej Polskiej (2014)[13]

## Wybrane publikacje
1. National uranium resource evaluation (NURE) – Dubois Quadrangle, Montana and Idaho: Co-author A. Wodzicki, U.S. Dept. of Energy, GJQ-007(81), Grand Junction, Colorado, 1981, 81 p.
2. Evaluation of the geological relationships to gas hydrate formation and stabilization: in Peer Review Session (April 24- 25, 1985) on „Unconventional Gas Recovery Gas Hydrates Program”; U.S. Dept. of Energy, p. 170-240, co-author W. I. Ridley, 1985.
3. Geochemistry and radioactivity of the Powhatan Area, Virginia: Virginia Division of Mineral Resources Publication 78, Commonwealth of Virginia, Charlottesville, 60 p., co-authored with S. Johnson, P. Finley, and J. D. Marr, 1988.
4. Współczesne odkrycia złóż ropy i gazu zachętą do powtórnej oceny regionów naftowych Polski: Przegląd Geologiczny, vol. 62, nr 5, 2014, p 229-231
5. Geoexplorers’ experience in evaluation and assessment of the mine tailings and exploration for base and precious metals deposits
6. Głęboki kras synkliny bolesławieckiej w Sudetach: in Acta Geologica Polonica, Vol.15, nr 2, 1965, p 178-215. Co-author Z. Wójcik
7. Application of natural and synthetic zeolites for removal of cesium and strontium: 11th Conference on Environment and Mineral Processing. [Ed. Peter Fecko, Cablik Vladimir]. Ostrava, 31.5.-2.6.2007. Co-author A. Miecznikowski, J. Jabłoński, A. Jankowska
8. Sorption of NH3, SO2, CO2 and H2O on natural and synthetic zeolites: 11th Conference on Environment and Mineral Processing. [Ed. Peter Fecko, Cablik Vladimir]. Ostrava, 31.5.-2.6.2007. Co-author A. Miecznikowski, S. Ronka, A. Jankowska, J. Jabłoński
9. Clinoptilolite zeolites structure and their multiple applications: 11th Conference on Environment and Mineral Processing. [Ed. Peter Fecko, Cablik Vladimir]. Ostrava, 31.5.-2.6.2007. Co-author A. Miecznikowski, R. Diduszko, J. Hanuza, K. Hermanowicz
10. Applications of Modified Clinoptilolite-Rich Zeolites of Central Mexico: Chemistry and biochemistry in the agricultural production, environment protection, human and animal health. Ed. by H. Górecki, Z. Dobrzański, P. Kafarski. (Chemistry for Agriculture), Czech-Pol Trade. Co-author E. Drąg, A. Pawełczyk, A. Miecznikowski
11. Sorption of Benzene and carbon Dioxide by Faujasite-type Zeolite Synthesized from Kaolinite Deposit of Central Mexico. Co-author E. Drąg, A. Pawełczyk, A. Miecznikowski

## Źródła
1. “Jan Krasoń – oto człowiek, który wywołał w Polsce łupkową rewolucję”. Forsal.pl. Dostęp 2022-03-14
2. “Zmarł Jan Krasoń – jeden z najwybitniejszych geologów”. linktopoland.com. Dostęp 2022-03-14
3. “Pożegnania – Jan Krasoń”, Przegląd Geologiczny, vol. 63, nr 7, 2015. Dostęp 2022-03-14
4. “Zmarł wybitny geolog dr Jan Krasoń”. dziennik.com. Dostęp 2022-03-14
5. “Dr Jan Krasoń o gazie łupkowym”. nettg.pl. Dostęp 2022-03-14
6. “Jan Krasoń – wielki człowiek z małego miasteczka”. wiadomosci.zmigrod.com.pl. Dostęp 2022-03-14
7. “Skarby Żelaznego Mostu – warte kilkanaście miliardów USD surowce, które (prawie) nikogo nie interesują [WIDEO”]. dzienniknarodowy.pl, Dostęp 2022-03-21
8. “Dr Jan Krasoń o hydratach”, salon24.pl, Dostęp 2022-03-21
9. “Jan Krasoń zmarł 21 stycznia – tyle wiem…”. blog.wirtualnemedia.pl, Dostęp 2022-03-21
10. “KGHM chce wydobywać gaz łupkowy ze złóż miedzi”. inzyneria.com, Dostęp 2022-03-21
11. “Jan Krasoń – „łupkowy rewolucjonista” z naszej Gminy”. wiadomosci.zmigrod.com.pl, Access on March 21, 2022
12. “Adam Maksymowicz: Polska ofensywa”. nettg.pl, Access on March 21, 2022
13. “Wielki polski autorytet zaraził Amerykanów gazem łupkowym”, gospodarka.dziennik.pl, Access on March, 2022
14. “Adam Maksymowicz: Skarby Żelaznego Mostu”. nett.pl, Access on March 21, 2022
15. “Nieoficjalny Główny Geolog Kraju (GGK) a gaz łupkowy”. salon24.pl, Access on March 21, 2022
16. “Adam Maksymowicz: Radykalna zmiana polityki KGHM”. nett.pl, Access on march 21, 2022
17. “Jak uratować łupki”. rp.pl, Access on March 21, 2022
18. “Prezes KGHM dzień przed odwołaniem: Trzeba rozbić „układ hutniczy” [WYWIAD”]. forsal.pl, Access on March 21, 2022
19. “KGHM – patologiczne księstwo z układem hutniczym”. www.lublin.pl, Access on March 21, 2022